# يلدرم محمد رمضان أوغلي
يلدِرِم محمد رمضان أوغلي (بالتركية: Yıldırım Mehmet Ramazanoğlu)، (ولد: 15 يناير 1956, في قهرمان مرعش، تركيا) سياسي تركي. ونائب سابق في البرلمان التركي في دورته (24) ممثلا عن حزب العدالة والتنمية.